# سیارک ۲۵۶۰۱
سیارک ۲۵۶۰۱ (به انگلیسی: 25601 Francopacini، نامگذاری:2000AX2) بیست و پنج هزار و ششصد و یکمین سیارک کشف شده‌است که در ۱ ژانویه ۲۰۰۰ کشف شد.
قدر مطلق سیارک برابر ۲۲.۴ است.